# Reformpädagogik
Dem Begriff Reformpädagogik werden verschiedene Ansätze zur Reform von Schule, Unterricht und allgemeiner Erziehung zugerechnet, die – oft im Rückgriff auf die Pädagogen Johann Amos Comenius (1592–1670), Jean-Jacques Rousseau (1712–1778) und Johann Heinrich Pestalozzi (1746–1827) – eine Pädagogik vom Kinde her vertreten. Eine zusammenfassende Definition des Begriffs ist damit nicht gegeben. Je nach Herkunft der Verfechter werden auch weitere Ansätze diesem Begriff zugerechnet und gleichzeitig von anderen Verfechtern explizit ausgegrenzt.

## Begriffsentwicklung
Bereits im 19. Jahrhundert finden sich die Begriffe Reformpädagogik oder Reformpädagoge in der Literatur, allerdings noch sehr uneinheitlich. So verwendet zum Beispiel Jürgen Bona Meyer 1863 den Begriff Reformpädagogik für Friedrich Fröbels Pädagogik. Zwei Jahre später werden in Karl Adolf Schmids Encyclopädie des gesamten Erziehungs- und Unterrichtswesens die Philanthropen Christian Gotthilf Salzmann und Johann Bernhard Basedow als deutsche Reform-Pädagogik bezeichnet. Friedrich Paulsen beginnt die Reihe der Reformpädagogen bei Wolfgang Ratke (Ratichius) und lässt sie beim Philanthropen Basedow vorläufig enden. Rudolf Dinkler bezieht den Begriff Reformpädagogik 1897 auf bestimmte Pädagogen des 16. und 17. Jahrhunderts, namentlich auf die Ansätze von Johann Fischart, François Rabelais, Montaigne und Comenius. Im selben Jahr gebraucht der Herbartianer Otto Willmann die Bezeichnung Reformpädagogik des 18. Jahrhunderts noch in polemischer Abgrenzung von Rousseau und vom Philanthropismus.
Der Begriff Reformpädagogik für die pädagogische Bewegung seit der Jahrhundertwende erscheint schließlich erstmals 1918 beim späteren NS-Erziehungswissenschaftler Ernst Krieck und wurde dann vor allem durch Herman Nohl in seinem Buch Die pädagogische Bewegung in Deutschland und ihre Theorie (1933) fest geprägt.

„So wie es eine Reformpädagogik vor der Reformpädagogik gab, die mit den Gestalten von Comenius, Rousseau und Pestalozzi nur angedeutet ist, so gibt es eine Reformpädagogik nach der Reformpädagogik, denn die Bildungsreform ist etwas Fortlaufendes, das auf Zukunft und damit auf eine pädagogische Vollendung des Seienden ausgerichtet bleibt. All jene, die die Reformpädagogik als historisch festlegen und aus dem Entwicklungsgang ausgrenzen wollen, seien auf die Schulen der Reformpädagogik verwiesen, die gegenwärtig existieren und sich fortentwickelnd ihre pädagogische Lebenskraft erwiesen haben.“

Zur älteren Reformpädagogik im weiteren Sinne zählen in diesem Sinne bereits die sich auf Comenius, Rousseau, Pestalozzi und den Philanthropismus beziehenden reformpädagogischen Ansätze der Anschauungspädagogik und Erlebnispädagogik. Sie wendet sich nicht nur gegen den klassischen Schulbetrieb, sondern auch gegen den Herbartianismus, dem man vorwarf, Herbarts Forderungen nach „eigener Beweglichkeit“ der Schüler und die emotionale Bildung ursprünglicher Werturteile an ästhetischen Beispielen vernachlässigt zu haben. Daher sei von seinem Anliegen, über die Bildung des Intellekts den sittlichen Willen wecken zu wollen, nur noch ein starres Unterrichtsschema übriggeblieben.
Reformpädagogik im engeren Sinne meint jene Versuche, die sich Ende des 19. Jahrhunderts und im ersten Drittel des 20. Jahrhunderts gegen die Lebensfremdheit und den unterwerfenden Autoritarismus der vorherrschenden „Pauk- und Drillschule“ wandten. Anstelle einer Didaktik, die aus heutiger Sicht als Entfremdung bis zur Kindesmisshandlung im Bildungssystem zu werten ist, wollten die Reformpädagogen über eine veränderte Bildungstheorie und Lerntheorie zu einer veränderten Didaktik gelangen, die in einem handlungsorientierten Unterricht vor allem die Selbsttätigkeit der Schüler in den Mittelpunkt stellt.
Die englische Bezeichnung ist Progressive Education, die französische Éducation Nouvelle. Reformpädagogische Ansätze nach 1945 werden häufig als Alternativpädagogik bezeichnet.

## Geschichte der Reformpädagogik

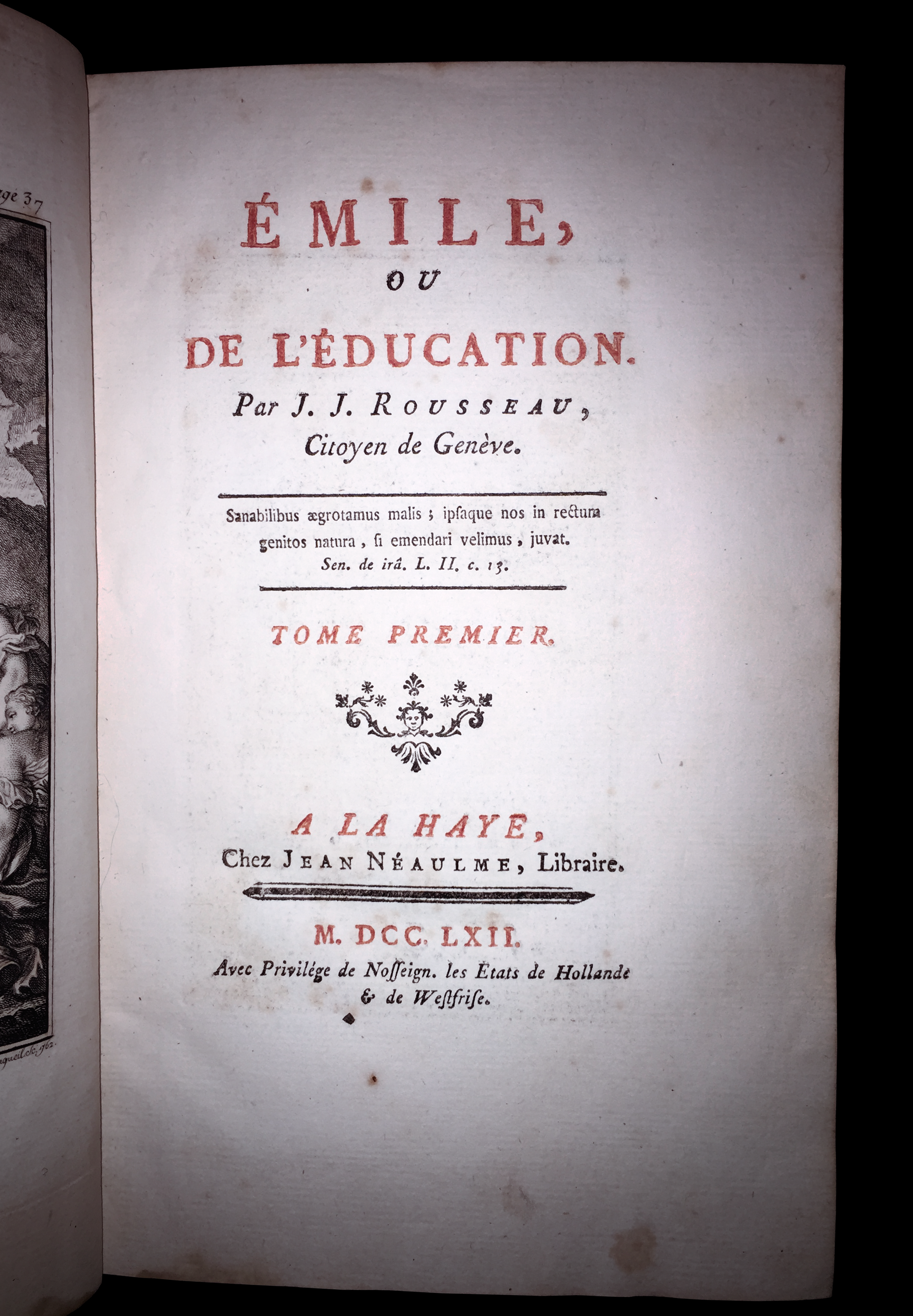
Rousseaus Emile (1762), eine Programmschrift der Reformpädagogik

### Reformpädagogik vor der „Reformpädagogik“
Im Mittelpunkt einer „Erziehung vom Kinde aus“ stand im 17. Jahrhundert in der Didactica magna von Comenius mehr Freiheit, Vergnügen und wahrhaftes Forschen der Schüler. Der Erziehungsroman Emile oder über die Erziehung von Jean-Jacques Rousseau, eine zentrale Schrift der Aufklärung, prägte die nachfolgenden Ansätze der Anschauungspädagogik und Erlebnispädagogik ebenso maßgeblich wie Pestalozzis Hauptwerk Wie Gertrud ihre Kinder lehrt, das dann noch stärker die Elementarbildung und den Gedanken der Selbsttätigkeit betonte. Ziel ist es, ein sicheres Fundament zu legen, das den Menschen befähigt, sich selbst zu helfen, oder wie die spätere Montessoripädagogik es ausdrückt: „Hilf mir, es selbst zu tun.“ Selbst gemachte Erfahrungen standen immer über bloß angelesenen oder angehörten Erfahrungen.
Bereits Comenius bezeichnete die Schulen als Werkstätten der Menschlichkeit, was die Philanthropen um Pestalozzi und um Johann Bernhard Basedow unter dem Stichwort „Menschenfreundlichkeit“ vertieft haben. Die pädagogischen Schriften der Aufklärung zielten auf Individualität und vernunftgeleitetes Handeln auch gegen die Tradition und ein bequemes Umfeld: „sapere aude“ - „wage den Verstand zu gebrauchen“ schrieb Kant. Die Fähigkeit selbst zu denken musste dabei hartnäckig erlernt werden, zunächst auch unter Disziplinierung bis zum Zwang. Also waren in der Jugend Drill und Strafen als Mittel noch notwendig. Nur Rousseau ließ den Erzieher sich auf indirekte Lenkung beschränken. Erst die Fortschritte der Entwicklungspsychologie stellten mit Rousseau dringlicher die Frage nach dem „Kindgemäßen“ und der „Alterspassung“. Die Aufklärung war ambivalent in Hinsicht auf die anthropologische Frage, ob im Kind anfangs noch von Natur aus eine gute Seele (Rousseau) oder immer auch das „radikal Böse“ (Kant) stecke. Viele spätere Reformpädagogen neigten zu Rousseau, dass sich ein Kind nur selbst entfalten können müsse, und betonten die wichtige Rolle von Kooperation, um über das soziale Geben und Nehmen das Gute zu erhalten. Von daher wurde oft eine Lebensgemeinschaft von Erziehern und Kindern gefordert, die eben keine Herrschaft der Vernünftigen über die noch Unvernünftigen sein sollte. Die Aufklärung sprach sich ebenso für ständige pädagogische Experimente aus, damit in Versuchsschulen der Fortschritt zum Guten gesucht werden könne. Zur Selbsttätigkeit vertrat die Aufklärung den Primat der Vernunft und der Geistesschulung, viele Reformpädagogen öffneten sie für handwerkliche Tätigkeiten und anderes, um eine elitäre Auswahl und kognitive Einseitigkeit zu vermeiden. Auch fehlten ihnen geschlossene Theorien, vieles blieb fragmentarisch oder rein emotional in der Begründung der neuen Pädagogik.
Im 19. Jahrhundert setzte sich in Deutschland lange Zeit die aufgeklärte Didaktik des Herbartianismus durch. Doch übten Vorläufer der Reformpädagogik wie Adolph Diesterweg, Karl Gottfried Scheibert und Friedrich Wilhelm Dörpfeld bereits Kritik an der strikten Trennung zwischen höherem und niederem Schulwesen und der Neigung zur oberflächlichen Vielwisserei und Disziplinierung.

### Intensivzeit der Reformpädagogik von 1890 bis 1919

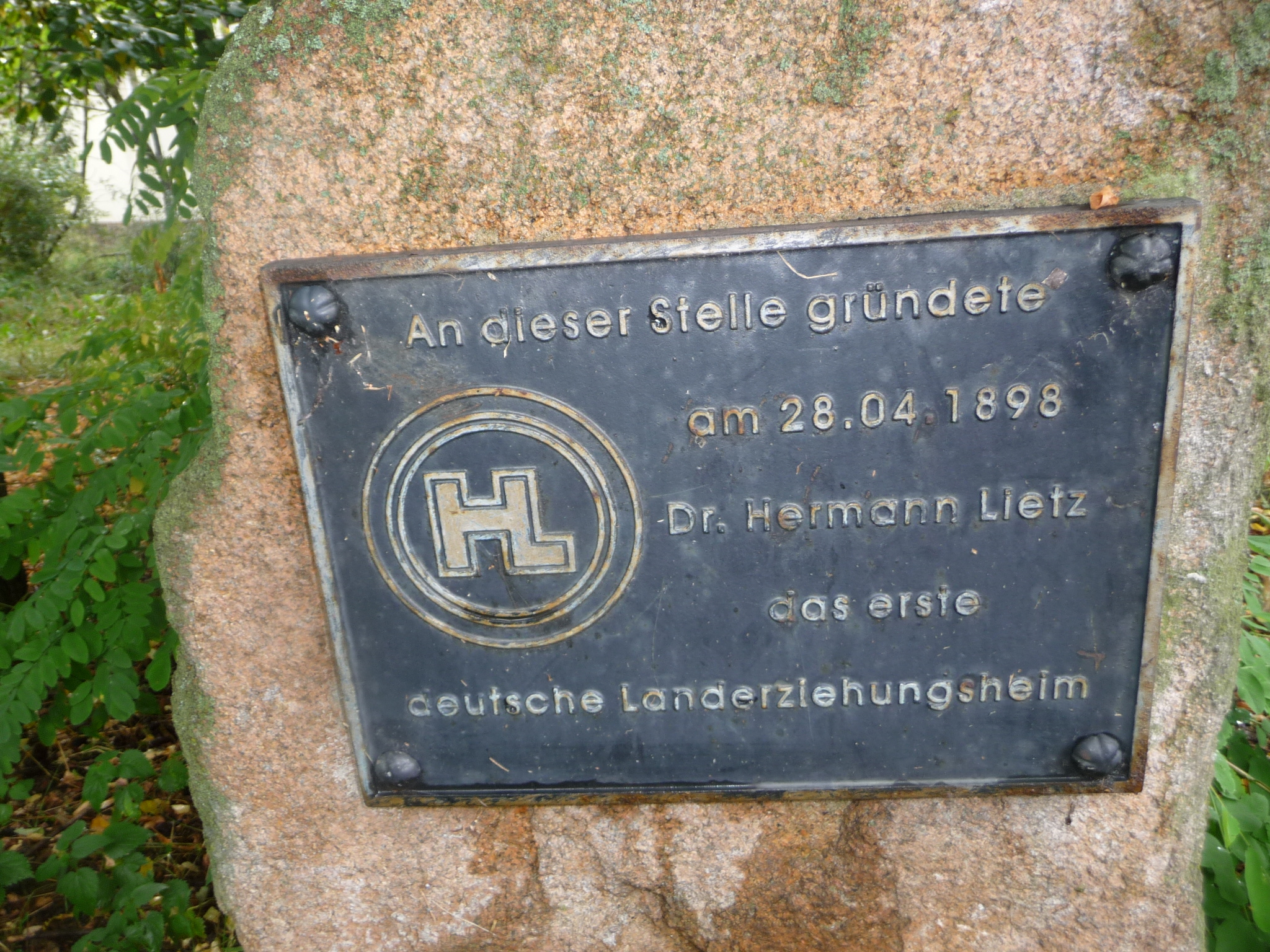
Gedenkstein an Hermann Lietz in Ilsenburg (Harz)

Um 1890 trat eine große Zahl von Reformbewegungen spürbarer in der Öffentlichkeit auf, die für die Umwelt und Heimat, ein gesundes und selbstbestimmtes Leben, eine freiere Gesellschaft oder für mehr Schönheit, Natürlichkeit und Wahrhaftigkeit im Leben eintraten und fast alle eine pädagogische Dimension aufwiesen. Bei aller Vielfalt war ihnen mit der Reformpädagogik gemeinsam, dass sie gegen „Zivilisationsschäden“ antraten und durch eine neue Lebensweise sich eine „Heilung“ der „Degenerierten“ davon erhofften. Etwa gleichzeitig mit der Jugendbewegung, die die Jugend erstmals als einen eigenständigen, nach Freiheit und Naturerfahrung suchenden Lebensabschnitt begriff, entstanden reformpädagogische Konzepte, die für die Kindheit und Schule neue Maßstäbe und Ziele setzten. Einigkeit herrschte lediglich in der Ablehnung der alten Schule und der alten Erziehung sowie der didaktischen Ausrichtung an den Erfahrungen der Kinder statt an Unterrichtsstoffen oder organisatorischen Gesichtspunkten. Ihre Selbsttätigkeit und eigene Wahl sollten im Zentrum stehen. Der Beginn wird oftmals um 1890 angesetzt, als Julius Langbehns Buch Rembrandt als Erzieher erschien sowie die Eröffnungsrede Kaiser Wilhelms II. zu der von ihm nach Berlin einberufenen Schulkonferenz eine Gymnasialreform einleitete. Andere setzen ihn erst mit der Jahrhundertwende an u. a. mit der Ausrufung des Jahrhunderts des Kindes durch die schwedische Autorin Ellen Key.
In Deutschland standen dabei in einer ersten bewegten Phase bis 1914/18 vor allem die Konzepte:
- Arbeitsschule (Georg Kerschensteiner) zur allgemeinen und beruflichen Bildung breiter Bevölkerungsschichten
- Landerziehungsheim (Hermann Lietz und Gustav Wyneken), das auf ein gutes Lernumfeld und eine „Erziehung auf dem Land“ setzt
- Erziehung zur Toleranz und Gesamtunterricht (Berthold Otto)
- Einheitsschule (unter anderem Johannes Tews)
- in enger Verbindung die Kunsterziehungsbewegung (Alfred Lichtwark)
- die breitere Jugendbewegung.[18]

Der 1908 gegründete Bund für Schulreform – als Allgemeiner deutscher Verband für Erziehungs- und Unterrichtswesen – vereinte reformorientierte Lehrer aller Schularten, Vertreter der Schulverwaltungen, Universitätsdozenten und interessierte Laien. Er bestand bis 1933. Das Verbandsorgan war von 1910 bis 1914 die Zeitschrift „Der Säemann“. Maßgeblichen Einfluss hatten hier Gertrud Bäumer, Ernst Meumann, Georg Kerschensteiner, Hugo Gaudig, William Stern und Kurt Löwenstein. Ende Dezember 1915 wurde der Bund unter dem neuen Namen Deutscher Ausschuss für Erziehung und Unterricht zum Dachverband zahlreicher Verbände. An der Spitze stand lange Peter Petersen. Die Reformpädagogik blieb aber insgesamt eine gesellschaftliche Randerscheinung neben dem staatlichen und konfessionellen Schulsystem.

### Deutsche Reformpädagogik in der Weimarer Republik

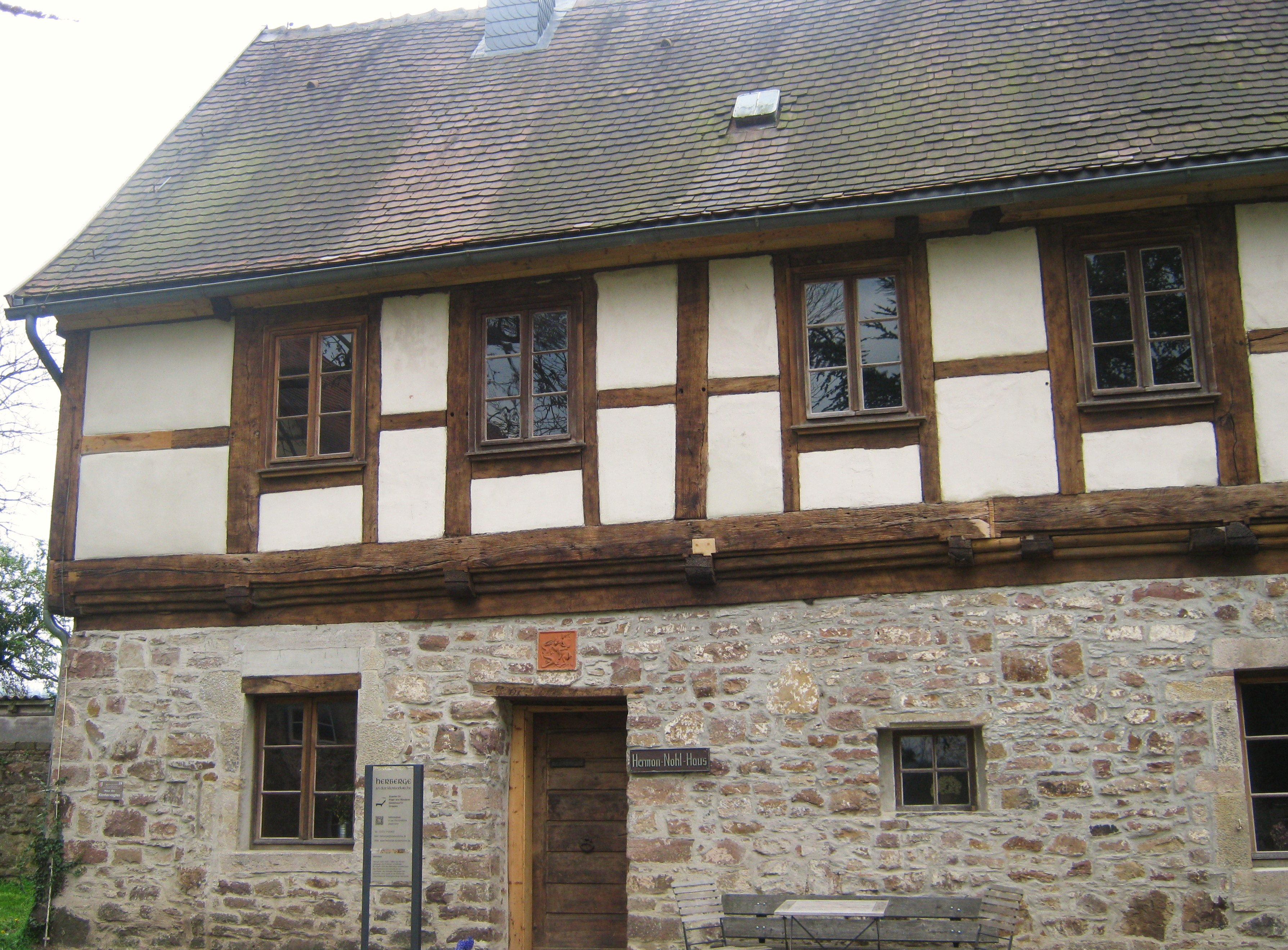
Herman-Nohl-Haus in Lippoldsberg

Nach dem Ersten Weltkrieg waren in den Bildungsministerien auch viele Anhänger oder Sympathisanten in zentrale Positionen gekommen und konnten so reformpädagogische Ansätze unterstützen. Vor allem sind Max Hermann Baege, Max Greil, Heinrich Schulz, Carl Heinrich Becker und Ludwig Pallat zu nennen. Schulleiter wie Fritz Karsen oder Gustav Wyneken bekamen die Möglichkeit, bildungspolitisch aktiv zu werden. Von 1914 bis 1924 wurde durch Universitätspädagogen wie Herman Nohl, Wilhelm Flitner und Erich Weniger die Phase der Stabilisierung (Artikulation und Formierung) der eigenen Reformvorhaben angesetzt. Ab 1924 nimmt in der dritten Phase die theoretische Grundlegung, Kritik und Deutung zu, die Weniger Theoretisierung nannte.
Außerdem versammelten sich 1919 – an den Bund für Schulreform anknüpfend und als Abspaltung vom Deutschen Philologenverband – viele reformorientierte Pädagogen im Bund Entschiedener Schulreformer. Bis zur Auflösung dieses Bundes 1933 verfolgten seine Anhänger unter der Führung von Paul Oestreich das Ziel mit Kongressen und umfangreichen Publikationen, wie der Schriftenreihe Entschiedene Schulreform oder in der Zeitschrift Die Neue Erziehung, den Weimarer Schulkompromiss in eine entschiedene Schulreform überzuleiten.
Nach der neuen Weimarer Verfassung sollten „Anlage und Neigung“ und nicht die soziale Herkunft über die Bildung entscheiden. Bei der Reichsschulkonferenz 1920 wurden insbesondere die Landerziehungsheime, Konzepte der Einheitsschulbewegung und Möglichkeiten zur Einführung von Arbeits- und Lebensschulen diskutiert. Gleichzeitig wurden weitgehende Schritte zu einer demokratischen, koedukativen Erziehung gefordert (zum Beispiel Schülermitverwaltung, Kinderrechte). Insgesamt blieben die Reformpädagogen aber unter den politischen Bedingungen des Weimarer Schulkompromisses und den immer noch vorherrschenden Institutionen des Schulwesens, die unverändert aus dem Kaiserreich übernommen worden waren, wirkungslos.

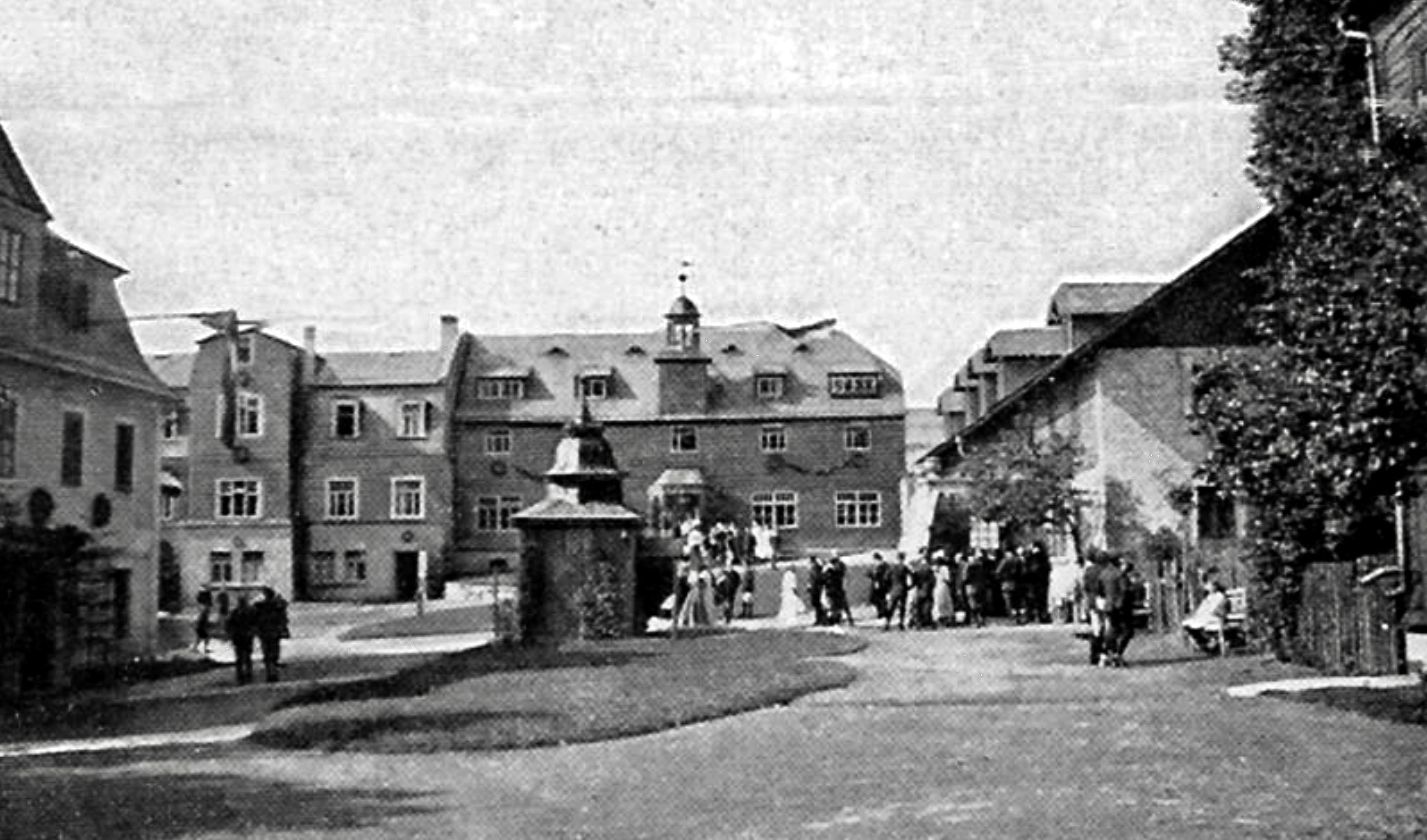
Freie Schulgemeinde Wickersdorf (1907)

Zur Diskussion trugen Experimentalschulen mit neuen Konzepten bei, wie die
- Lebensgemeinschaftsschulen (William Lottig in Hamburg)
- Freie Schulgemeinde Wickersdorf (Gustav Wyneken)
- Jena-Plan-Schule (Peter Petersen)
- Berliner Rütli-Schule
- Karl-Marx Schule in Berlin-Neukölln (Fritz Karsen)
- Schule am Meer auf der Nordseeinsel Juist (Martin Luserke).

Ein ungelöstes Problem in der Bewegung blieb die moderne, von Adolf Koch und Max Hodann propagierte Sexualerziehung. Ellen Key plädierte offen für darwinistische Eugenik. Gustav Wyneken wurde wegen pädophilen Missbrauchs gerichtlich verurteilt. Mit der pathetisch beschworenen Kameradschaft in der Schule und der charismatischen Führerstellung der Lehrer wurden teilweise homoerotische Abhängigkeiten begründet.
Von außen wurden zudem, wenn auch nur langsam, die Montessoripädagogik (Schule in Berlin ab 1919) der italienischen Pädagogin Maria Montessori und die Freinet-Pädagogik des französischen Lehrers Célestin Freinet wirksam. Mit einigen Zügen ganzheitlicher Erziehung gehört auch die Waldorfpädagogik, die von Rudolf Steiner gegründet wurde, in die Reformpädagogik.

### Politische Ausrichtungen
Eine starke wechselseitige Beeinflussung gab es mit verschiedenen Bewegungen wie der Jugendbewegung, der Frauenbewegung, der Arbeiterbewegung oder der Kunsterziehungsbewegung.
Einige Reformpädagogen verbanden eine starke liberale Grundhaltung mit starkem sozialem Engagement (unter anderem Walter Fränzel, Theodor Litt, Gustav Wyneken), andere schlossen sich sozialistischen Erziehungsvorstellungen an (unter anderen Hans Alfken, Otto Felix Kanitz, Fritz Karsen, Siegfried Kawerau), daneben gab es auch völkische Vertreter (unter anderen Wilhelm Schwaner).
Aufgrund der Verbindung von verschiedenen Reformpädagogen mit der Völkischen Bewegung finden sich in ihren Werken zum Teil auch völkische, antisemitische und darüber hinaus eugenische und rassistische Äußerungen (zum Beispiel durch Ellen Key oder Peter Petersen).

### Reformpädagogik während der Zeit des Nationalsozialismus
Die reformpädagogischen Verbände beendeten 1933 ihre Arbeit, entweder durch Verbot oder durch Selbstauflösung. Der deutsche Pädagoge Hermann Röhrs (1915–2012) verweist 1998 darauf, dass selbst der Begriff Reformpädagogik im nationalsozialistischen Schrifttum so gut wie nicht vorkommt.
Große Teile, besonders auch der kommunistische, sozialistische bzw. sozialdemokratisch orientierte Teil der deutschsprachigen Reformpädagogik, wurden von den Nazis zum Schweigen gebracht oder in die Emigration gedrängt. Viele jüdische oder jüdischstämmige Vertreter sowie einige Widerstandskämpfer unter den Reformpädagogen starben in Konzentrationslagern (unter anderem Janusz Korczak, Paula Fürst, Gertrud Feiertag, Clara Grunwald, Adolf Reichwein, Elisabeth von Thadden, Kurt Adams, Theodor Rothschild).
Verhältnismäßig wenige Reformpädagogen arrangierten sich mit dem „Dritten Reich“ und traten zum Beispiel der NSDAP bei wie Fritz Jöde, Hanns Maria Lux, Heinrich Scharrelmann, Ludwig Wunder und Otto Friedrich Bollnow. Einige reformpädagogische Schulen, die bestehen blieben, wurden einer tiefgreifenden nationalsozialistischen Umgestaltung unterzogen, so die Odenwaldschule oder Wickersdorf. Reformpädagogische Elemente wurden aber durch Erziehung im Nationalsozialismus äußerlich genutzt: der (völkische) Gemeinschaftsgedanke, die HJ/BDM-Lagererziehung fern der Erwachsenenwelt, der Grundsatz „Jugend führt Jugend“ (Baldur von Schirach), die Abkehr von Belehrungsunterricht hin zu Anschauung und Erlebnis, die Wertschätzung von Körpererziehung.

### Internationale Reformpädagogik vor 1933

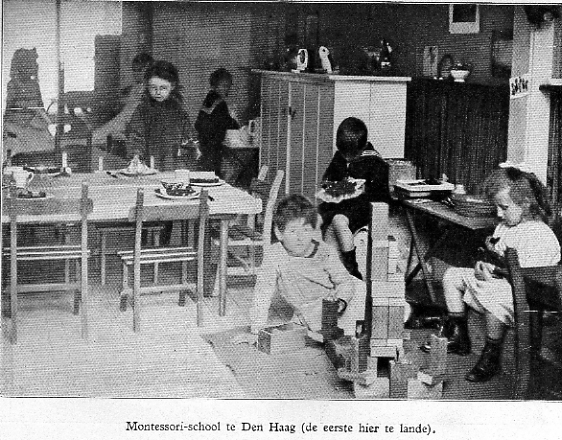
Erste Montessori-Schule in Den Haag (NL)

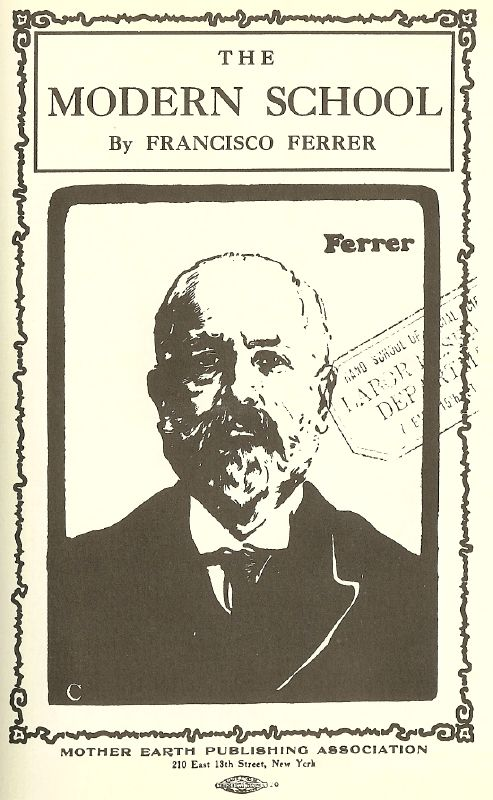
Buch von Francesc Ferrer i Guàrdia, 1909

Reformpädagogische Impulse wurden auch außerhalb des deutschen Raumes aufgenommen und fortentwickelt. Nach Großbritannien trug Cecil Reddie, der in Göttingen 1882/83 studiert und promoviert hatte, die Idee des Landerziehungsheims in die Abbotsholme School (Derbyshire) 1889. Er kannte den Herbartianer Wilhelm Rein, der Hermann Lietz zu ihm schickte. Dorthin lud er immer wieder namhafte deutsche Pädagogen ein. Stark von deutschen Ideen war Alexander S. Neill beeinflusst, der 1927 Summerhill gründete, auch angeregt von seiner deutschen Ehefrau Lilian und Hermann Harless in Hellerau. In den USA nahm John Dewey seit den 1880er Jahren Ideen von Fröbel u. a. auf. Sein Schüler William Heard Kilpatrick folgte ihm und präzisierte viele Konzepte. Die Lehrerin Helen Parkhurst entwickelte nach 1900 den Daltonplan in enger Zusammenarbeit mit Maria Montessori. Zentrale Figur der Progressive Education Association wurde die Lehrerin Marietta Johnson. In Frankreich schufen Paul Robin, Edmond Demolins und Sebastien Faure neue reformpädagogische Einrichtungen, in Belgien Ovide Decroly, in der Schweiz Adolphe Ferrière und Édouard Claparède. Für Italien ist das pädagogische Präventativsystem Don Boscos aus dem 19. Jahrhundert. und Maria Montessoris Pädagogik Anfang des 20. Jahrhunderts zu nennen, für Spanien der anarchistische Francisco Ferrer, für Polen Janusz Korczak. Außerhalb Europas waren in Indien Rabindranath Tagore und nach 1945 in Südamerika Paolo Freire wichtige Reformpädagogen.
Eine zentrale Rolle spielte die New Education Fellowship, die 1921 auf Initiative von Beatrice Ensor, Elisabeth Rotten und Adolphe Ferrière gegründet wurde und das internationale Forum für Reformpädagogen war. Die New Education Fellowship gab die Zeitschrift „The New Era“ heraus und organisierte zwischen 1923 und 1932 Konferenzen in Montreux, Heidelberg, Locarno, Helsingör und Nizza mit einer breiten internationalen Beteiligung. Im deutschsprachigen Raum war neben Rotten vor allem Karl Wilker darum bemüht, den Internationaler Arbeitskreis für Erneuerung der Erziehung zur Sektion auszubauen. Beide gaben dazu die Zeitschrift „Das Werdende Zeitalter“ heraus. Die offizielle Gründung erfolgte aber erst nach der Heidelberger Konferenz 1931 unter dem Namen Weltbund für Erneuerung der Erziehung. Im Vorstand saßen Erich Weniger (Vorsitzender), Carl Heinrich Becker, Julius Gebhard, Robert Ulich und Leo Weismantel.

### Entwicklung seit 1945
Im deutschsprachigen Raum konnten nach 1945 die noch lebenden Reformpädagogen zunächst nicht an ihre Bedeutung in den zwanziger Jahren anknüpfen, sowohl im Bereich der Landerziehungsheimbewegung als auch in der Psychoanalytischen Pädagogik (Siegfried Bernfeld, Anna Siemsen).
In der Sowjetischen Besatzungszone wurden ab 1945 Reformpädagogen, wie Paul Oestreich, Heinrich Deiters, Ernst Wildangel oder Erwin Marquardt, mit ihren Forderungen zur Einführung einer demokratischen, sozialistischen Einheitsschule in den Neuaufbau der Schul- und Volksbildung einbezogen. Auf der Grundlage des 1946 beschlossenen Gesetzes zur Demokratisierung der deutschen Schule sahen Schulreformer die Möglichkeit eines Neuanfangs. Insbesondere anknüpfend an die Einheitsschulbewegung vor 1933, die die individuellen Begabungen und Interessen der Schüler fördern und im Sinne einer Arbeitsschule Theorie und Praxis im Unterricht zusammenführen wollte, fanden reformpädagogische Ideen Eingang in das Schulsystem der SBZ und der späteren DDR. Allerdings wurde ab 1950 die Sowjetpädagogik maßgeblich, vor allem aber sollte die führende Rolle des Lehrers und die zentrale Lenkung nicht infragegestellt werden, die Demokratisierung der Schule blieb aus.
Der Weltbund für Erneuerung der Erziehung wurde durch Initiative von Elisabeth Rotten unter der Leitung von Franz Hilker wiederbegründet. Zu den Mitarbeitern gehörte unter anderem Hermann Röhrs. Derzeitiger Präsident ist Gerd-Bodo von Carlsburg, Vizepräsidentin Uta-Christine Härle.
Dagegen konnten sich die Montessori-Pädagogik und die Waldorf-Pädagogik wieder etablieren. Neuere Ansätze aus dem nichtdeutschsprachigen Raum wie die demokratische Schule Summerhill wurden dagegen kaum aufgegriffen. Erst mit der 68er-Bewegung kam die frühere Ansätze wieder stärker zur Geltung. Einen ersten großen Bucherfolg erzielte Alexander Sutherland Neill mit Die antiautoritäre Erziehung. Als Alternativpädagogik werden heute unter anderem die Freinet-Pädagogik, das Deschoolings-Konzept und die Antipädagogik bezeichnet, mit jeweils zugehörigen Alternativschulen (Alternativ-Schule, Freie-Alternative Schule, Freie Schule, Demokratische Schule).
Insgesamt sind einige reformpädagogische Ideen in das staatliche Schulsystem vorgedrungen: Dies gilt für die Zusammenarbeit von Kindergarten und Schule, das frühe Sprachenlernen, den alters- und fachübergreifenden Unterricht, die Wochenplanarbeit, die Abschaffung des Sitzenbleibens und die Ganztagsschule. Inwieweit die reformpädagogischen und alternativpädagogischen Ansätze wirklich in die Regelschule zu integrieren sind, ist innerhalb der Reform- und Alternativpädagogik umstritten (siehe dazu auch Laborschule Bielefeld, Oberstufen-Kolleg Bielefeld und Glockseeschule). Voran kam aber das u. a. von Hans Brügelmann und Falko Peschel vertretene Konzept des Offenen Unterrichts, bei dem für das Geschehen im Unterricht allein die individuellen Lernvorhaben der Kinder ausschlaggebend sind.
International durchgesetzt hat sich dagegen offensichtlich das auf dem Gedankengut von Comenius, Rousseau, Pestalozzi und Montessori fußende Lehr- und Lernmodell einer „Verkehrserziehung vom Kinde aus“, mit dem der Didaktiker Siegbert A. Warwitz seit den 1970er Jahren die Verkehrspädagogik reformierte. Die bis dahin übliche „Verkehrserziehung vom Bedarf des Verkehrs“ und der „Unfallvermeidung“ betrachtete das Kind als noch unfertigen Erwachsenen und den Verkehrsunterricht als Anpassung des Verhaltens an die offiziellen Verkehrsregeln.

## Leitvorstellungen und Strömungen
Als reformpädagogische Bewegungen werden in der historischen Perspektive und in der aktuellen Präsenz unter anderem bezeichnet:
- Schulpflichtbewegung auf der Grundlage einer Pädagogik vom Kinde her
- Lehrerbildungsbewegung
- Schulgarten- bzw. Schrebergartenbewegung
- Philanthropische Bewegung
- Anschauungspädagogik
- Erlebnispädagogik
- Pestalozzi-Pädagogik
- Kindergartenbewegung
- Volkshochschulbewegung
- das Konzept der Selbsttätigkeit
- Kunsterziehungsbewegung, Jugendmusikbewegung
- Arbeitspädagogik (verbunden mit den Konzepten der Arbeitsschule, Berufsschule, Produktionsschule)
- das Konzept des „Learning by Doing“ (Lernen durch Handeln)
- Lernen durch Lehren (konstruktivistische Methode von Jean-Pol Martin)
- Schulgemeindebewegung (Freie Schulgemeinde)
- Freinet-Pädagogik, 1920 von Célestin Freinet in Frankreich begründet
- Landerziehungsheimbewegung
- Laborschule, Projektschule, Hauslehrerschule
- Konzepte wie Projektlernen, Projektarbeit, Projektunterricht, Lernlabor
- Schulfarmbewegung
- Koedukationsbewegung
- Gemeinschaftsschule, Einheitsschule, Gesamtschule
- Waldorfpädagogik
- Montessori-Pädagogik
- Mannheimer Schulsystem
- Kinderrechtsbewegung, das Konzept der Kinderrepublik
- Geisteswissenschaftliche Pädagogik
- Waldpädagogik, Waldkindergarten
- Freizeitpädagogik
- Antiautoritäre Erziehung, Demokratische Schule, Kinderladen
- Alternativpädagogik, Alternativschule
- PROvokativpädagogik nach Rotraud A. Perner
- Grundregeln positiver Kindererziehung nach Oscar Schellbach
- zum Teil auch antipädagogische Ansätze

## Reformpädagogische Grundhaltung in der Vergangenheit und Gegenwart
Nach Sebastian Idel/Heiner Ulrich (2017) wird in der wissenschaftlichen Diskussion nicht unterschieden „zwischen der Reformpädagogik als historisch vergangener Gestalt und den reformpädagogischen Initiativen der Gegenwart.“ Trotzdem stellen Idel/Ulrich fünf Elemente der reformpädagogischen Grundhaltung als pädagogischen Code heraus (ebd., S. 11):
(1) romantische Auffassung des Kindes als kreatives, nicht entfremdetes Wesen;
(2) Beziehung zwischen Kind und Erziehendem auf einer partnerschaftlichen Ebene;
(3) Gestaltung der Schule als Lebensraum: über eine familienähnliche Lebensform und ein reichhaltiges Schulleben;
(4) fachliches Wissen ist weitestgehend dem kindlichen Verstehen anzupassen;
(5) schulische Inhalte sollen subjektrelevant sein, mit den Schülern zusammen entwickelt werden und projektorientiert vermittelt werden.

### Einführungen und Handbücher
- Wolfgang Keim, Ulrich Schwerdt (Hrsg.): Handbuch der Reformpädagogik in Deutschland (1890–1933). Teil 1: Gesellschaftliche Kontexte, Leitideen und Diskurse. Teil 2: Praxisfelder und pädagogische Handlungssituationen. Frankfurt am Main u. a. 2013, ISBN 978-3-631-62396-1.
- Hermann Röhrs (Hrsg.): Die Reformpädagogik. Ursprung und Verlauf unter internationalem Aspekt. 6., durchgesehene und ergänzte Auflage. UTB, Stuttgart 2001, ISBN 3-8252-8215-5.
- Willy Potthoff: Einführung in die Reformpädagogik. Von der klassischen zur aktuellen Reformpädagogik. 3. Auflage. Freiburg 2000, ISBN 3-925416-23-4.
- Irene Blechle: Entdecker der Hochschulpädagogik. Die Universitätsreformer Ernst Bernheim 1950–1942 und Hans Schmidkunz 1863–1934. 1. Auflage. Shaker Verlag, 2002, ISBN 3-8265-9943-8.
- Friedrich Koch: Der Aufbruch der Pädagogik. Welten im Kopf: Bettelheim, Freinet, Geheeb, Korczak, Montessori, Neill, Petersen, Zulliger. Hamburg 2000, ISBN 3-434-53026-6.
- Dietrich Benner, Herwart Kemper: Theorie und Geschichte der Reformpädagogik. 3 Bände. Beltz, Weinheim/Basel 2003, ISBN 3-8252-8240-6.
- Ehrenhard Skiera: Reformpädagogik in Geschichte und Gegenwart. Eine kritische Einführung. München 2003, ISBN 3-486-27413-9.
- Hein Retter (Hrsg.): Reformpädagogik. Neue Zugänge – Befunde – Kontroversen. Klinkhardt, Bad Heilbrunn 2004.
- Jürgen Oelkers: Reformpädagogik – eine kritische Dogmengeschichte. 4. vollst. bearbeitete und erweiterte Auflage. Juventa Verlag, Weinheim/München 2005, ISBN 3-7799-1525-1.
- Till-Sebastian Idel, Heiner Ulrich (Hrsg.): Handbuch Reformpädagogik. Beltz, Weinheim/Basel 2017, ISBN 978-3-407-83190-3.

### Spezielle Literatur:Reformpädagogik in der aktuellen Debatte
- Matthias Hofmann: Alternativschulen – Alternativen zur Schule. Klemm u. Oelschläger, Ulm 2015, ISBN 978-3-86281-086-4.
- Matthias Hofmann: Geschichte und Gegenwart Freier Alternativschulen. Eine Einführung. Ulm 2013, ISBN 978-3-86281-057-4.
- Damian Miller, Jürgen Oelkers (Hrsg.): Reformpädagogik nach der Odenwaldschule – Wie weiter? Beltz, Weinheim/Basel 2014, ISBN 978-3-7799-2929-1.
- Thomas Nitschke: Die Gartenstadt Hellerau. Eine pädagogische Provinz und ihre Gegner. Thelem-Verlag. Dresden 2021, ISBN 978-3-95908-507-6
- T. Schulze: Gute Gründe für Reformpädagogik – damals und heute. In: U. Herrmann, S. Schlüter (Hrsg.): Reformpädagogik – eine kritisch-konstruktive Vergegenwärtigung. Klinkhardt, Bad Heilbrunn 2011.
- Hans Brügelmann: Ohne persönliche Zuwendung verkommt Pädagogik zur Technik. Die Pauschalkritik an der Reformpädagogik geht fehl. In: Pädagogik. 62. Jg., H. 7–8, 2010.
- Hein Retter: Klassische Reformpädagogik im aktuellen Diskurs. Jena 2010, ISBN 978-3-941854-27-7.

### Spezielle Literatur:Themen, Personen, Schulen

#### Themen
- Jürgen Oelkers: Eros und Herrschaft. Die dunklen Seiten der Reformpädagogik. Beltz, Weinheim/Basel 2011, ISBN 978-3-407-85937-2.
- Winfried Böhm, Waltraud Harth-Peter, Karel Rýdl, Gabriele Weigand, Michael Winkler (Hrsg.): Schnee vom vergangenen Jahrhundert. Neue Aspekte der Reformpädagogik. Ergon Verlag. Würzburg 1994, ISBN 3-928034-46-4.
- Choi, Jai-Jeong: Reformpädagogik als Utopie: der Einheitsschulgedanke bei Paul Oestreich und Fritz Karsen.; LIT-Verlag, Münster 2004, ISBN 978-3-8258-5937-4.
- Siegbert A. Warwitz: Verkehrserziehung vom Kinde aus. Wahrnehmen-Spielen-Denken-Handeln. 6. Auflage. Schneider-Verlag, Baltmannsweiler 2009, ISBN 978-3-8340-0563-2.
- Ralf Koerrenz: Reformpädagogik. Studien zur Erziehungsphilosophie. Jena 2004, ISBN 3-934601-99-5.
- Michael Knoll: Dewey, Kilpatrick und „progressive“ Erziehung. Kritische Studien zur Projektpädagogik. Klinkhardt, Bad Heilbrunn 2011, ISBN 978-3-7815-1789-9.
- Norbert Collmar, Ralf Koerrenz (Hrsg.): Die Religion der Reformpädagogen. Ein Arbeitsbuch. Weinheim 1994.

#### Personen und Schulen
- Ullrich Amlung, Dietmar Haubfleisch, Jörg-W. Link, Hanno Schmitt (Hrsg.): Die alte Schule überwinden. Reformpädagogische Versuchsschulen zwischen Kaiserreich und Nationalsozialismus. (= Sozialhistorische Untersuchungen zur Reformpädagogik und Erwachsenenbildung. 15). Frankfurt 1993, ISBN 3-7638-0185-5.
- Dietmar Haubfleisch: Berliner Reformpädagogik in der Weimarer Republik. Überblick, Forschungsergebnisse und -perspektiven. In: Hermann Röhrs, Andreas Pehnke (Hrsg.): Die Reform des Bildungswesens im Ost-West-Dialog. Geschichte, Aufgaben, Probleme. (= Greifswalder Studien zur Erziehungswissenschaft. 1). Frankfurt am Main u. a. 1994, S. 117–132. (Neuauflage: Marburg 1998: http://archiv.ub.uni-marburg.de/sonst/1998/0013.html)
- Dietmar Haubfleisch: Schulfarm Insel Scharfenberg. Mikroanalyse der reformpädagogischen Unterrichts- und Erziehungsrealität einer demokratischen Versuchsschule im Berlin der Weimarer Republik. (= Studien zur Bildungsreform. 40). Frankfurt u. a. 2001, ISBN 3-631-34724-3.
- Martin Näf: Paul und Edith Geheeb-Cassirer. Gründer der Odenwaldschule und der Ecole d’Humanité. Deutsche, Schweizerische und Internationale Reformpädagogik 1910–1961. Beltz, Weinheim/ Basel 2006, ISBN 3-407-32071-X.
- Manfred Berger: Clara Grunwald. Wegbereiterin der Montessori-Pädagogik. Frankfurt am Main 2000, ISBN 3-86099-294-5.
- Michael Knoll (Hrsg.), Kurt Hahn: Reform mit Augenmaß. Ausgewählte Schriften eines Politikers und Pädagogen. mit einem Vorwort von Hartmut v. Hentig. Klett-Cotta, Stuttgart 1998.
- Jörg-W. Link: Reformpädagogik zwischen Weimar, Weltkrieg und Wirtschaftswunder. Pädagogische Ambivalenzen des Landschulreformers Wilhelm Kircher (1898-1968) (= Untersuchungen zu Kultur und Bildung. 2). Hildesheim 1999.
- Andreas Pehnke: Ich gehöre in die Partei des Kindes! Der Chemnitzer Sozial- und Reformpädagoge Fritz Müller (1887–1968): In Diktaturen ausgegrenzt – in Demokratien vergessen und wiederentdeckt. Sax-Verlag, Beucha (bei Leipzig) 2000.
- Andreas Pehnke (Hrsg.): „Reformpädagogik aus Schülersicht“ Dokumente eines spektakulären Chemnitzer Schulversuchs in der Weimarer Republik. Schneider-Verlag, Hohengehren 2002.
- Adrian Klenner: Reformpädagogik Konkret: Leben und Werk des Lehrers Carl Friedrich Wagner – ein Reformpädagoge an der Hamburger Versuchsschule Telemannstraße 10. (= Hamburger Schriftenreihe zur Schul- und Unterrichtsgeschichte. Band 10). Kovač, Hamburg 2003, ISBN 3-8300-1018-4.
- Helga Jung-Paarmann: Reformpädagogik in der Praxis – Geschichte des Bielefelder Oberstufen-Kollegs. Band 1: 1969–1982. Bielefeld 2010, ISBN 978-3-921912-52-2.
- Sabine Seichter: Der lange Schatten Maria Montessoris - Der Traum vom perfekten Kind. Beltz Verlag, Weinheim Basel 2024.
- Ellen Schwitalski: Werde, der du bist. Pionierinnen der Odenwaldschule. Die Odenwaldschule im Kaiserreich und der Weimarer Republik. transcript, Bielefeld 2005.
- Ralf Koerrenz: Schulmodell: Jena-Plan. Grundlagen eines reformpädagogischen Programms. Paderborn 2011, ISBN 978-3-506-77228-2.
- Ralf Koerrenz: Landerziehungsheime in der Weimarer Republik. Alfred Andreesens Funktionsbestimmung der Hermann Lietz-Schulen im Kontext der Jahre von 1919 bis 1933. Frankfurt am Main 1992, ISBN 3-631-44639-X.
- Inge Hansen-Schaberg: Minna Specht – Eine Sozialistin in der Landerziehungsheimbewegung (1918–1951). Frankfurt u. a. 1992.
- Sebastian Engelmann: Pädagogik der Sozialen Freiheit – Eine Einführung in das Denken Minna Spechts. Paderborn, 2018, ISBN 978-3-506-72849-4.
- Thomas Nitschke: Die Gartenstadt Hellerau als pädagogische Provinz. Hellerau Verlag. Dresden 2003